# قرار مجلس الأمن التابع للأمم المتحدة رقم 1700
قرار مجلس الأمن التابع للأمم المتحدة رقم 1700، الذي اتخذ بالإجماع في 10 أغسطس 2006، بعد أن ذكر بالقرارات السابقة بشأن العراق، ولا سيما القرارات 1500 (2003)، 1546 (2004)، 1557 (2004) و1619 (2005)، مدد مجلس الأمن ولاية بعثة الأمم المتحدة لمساعدة العراق لمدة اثني عشر شهرًا أخرى حتى 10 أغسطس 2007.
وأعاد مجلس الأمن التأكيد على سيادة العراق وسلامته الإقليمية ودور الأمم المتحدة في البلاد من خلال تعزيز المؤسسات وتشجيع الحوار الوطني، وهو الحوار الذي يعتبر عنصرا حاسما لاستقرار العراق ووحدته. ورحب برأي العراق بأنه لا يزال هناك دور حاسم لبعثة الأمم المتحدة في مساعدة البلد على بناء «دولة منتجة ومزدهرة تعيش في سلام مع نفسها ومع جيرانها».
بتمديد ولاية بعثة الأمم المتحدة لمساعدة العراق لمدة اثني عشر شهرًا إضافية، أعلن المجلس عزمه على مراجعة تفويضها إذا طلبت الحكومة العراقية ذلك. وأخيراً، طُلب من الأمين العام كوفي عنان أن يطلع المجلس بانتظام على التطورات المتعلقة بالقوة الدولية في العراق.

## روابط خارجية
- نص القرار في undocs.org